# Formule quadratique

La formule quadratique sous forme contractée.

En algèbre classique, la formule quadratique est la solution de l'équation du second degré. Il y a d'autres façons pour résoudre l'équation du second degré au lieu d'utiliser la formule quadratique, comme la factorisation, la méthode de complétion du carré ou le tracé du graphe. Mais utiliser la formule quadratique est souvent la façon la plus pratique.
L'équation du second degré générale est : 
{\displaystyle ax^{2}+bx+c=0.}
Ici, x représente une valeur inconnue alors que a, b et c sont constantes, avec a non nul. En insérant la formule quadratique dans l'équation du second degré, on peut vérifier que la formule quadratique satisfait l'équation du second degré. Les deux solutions données par la formule quadratique sont les racines de l'équation.

## Démonstration
Quand les élèves apprennent la méthode de complétion du carré, ils peuvent en déduire la formule quadratique,. Pour cette raison, la démonstration de la formule quadratique leur est parfois laissée en exercice, pour leur permettre de la redécouvrir,. Si (par exemple) {\displaystyle a,b,c} sont des nombres complexes (avec {\displaystyle a\neq 0}), les solutions de {\displaystyle ax^{2}+bx+c=0} sont :
{\displaystyle x={\frac {-b+{\sqrt {b^{2}-4ac}}}{2a}}\quad {\text{et}}\quad x={\frac {-b-{\sqrt {b^{2}-4ac}}}{2a}}},
où {\displaystyle {\sqrt {b^{2}-4ac}}} désigne une racine carrée de {\displaystyle b^{2}-4ac}.
Une démonstration figure dans l'article sur l'équation du second degré.